# مصطفى ميري
مصطفى ميري (مواليد 21 أبريل 1958 في الدار البيضاء) هو لاعب كرة قدم مغربي سابق.
قضى معظم مسيرته الاحترافية في فرنسا وكان من ضمن تشكيلة المغرب المشاركة في نهائيات كأس العالم 1986 في المكسيك. كما مثل منتخب بلاده في الألعاب الأولمبية الصيفية 1984.

## روابط خارجية
- مصطفى ميري على موقع الاتحاد الدولي (مؤرشف)  (الإنجليزية)
- مصطفى ميري على موقع قاعدة بيانات كرة القدم.إي يو (الإنجليزية)
- مصطفى ميري على موقع أوليمبيديا (الإنجليزية)